# Megaloprepus caerulatus
Megaloprepus caerulatus – gatunek ważki z rodziny łątkowatych (Coenagrionidae). Do 2013 roku zaliczany był do rodziny Pseudostigmatidae. Występuje na terenie Ameryki Łacińskiej – w Nikaragui, Kostaryce, Panamie (stwierdzony na wyspie Barro Colorado), w północnej Kolumbii oraz po pacyficznej stronie Andów – od Kolumbii po Peru.

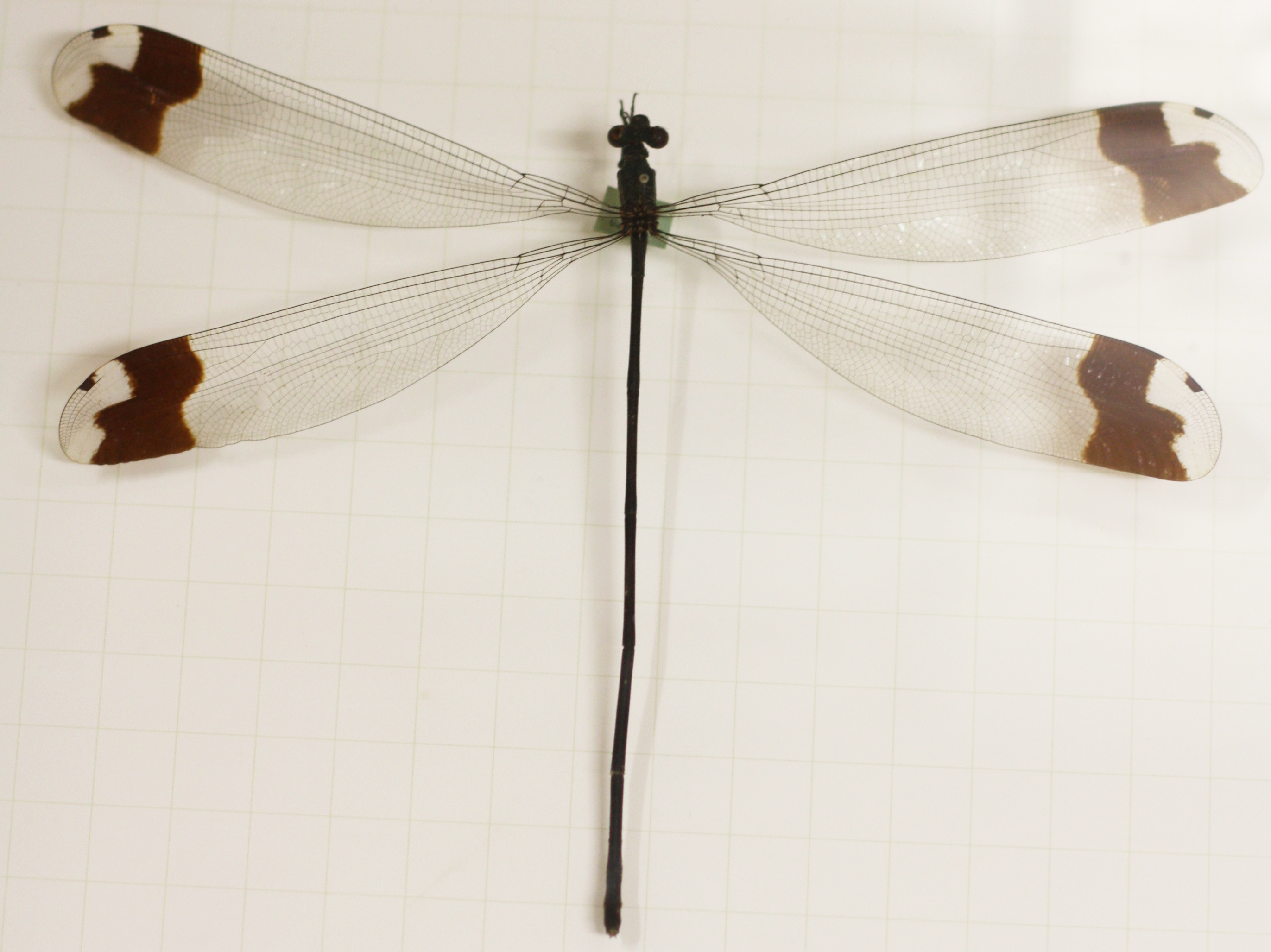
Okaz muzealny

Jest to gatunek o największej rozpiętości skrzydeł spośród wszystkich współczesnych ważek – w bogatej kolekcji entomologa Dennisa Paulsona największy spośród 53 okazów tego gatunku miał około 173 mm rozpiętości skrzydeł przy długości ciała 115 mm; niektóre źródła podają, że rozpiętość skrzydeł tych ważek dochodzi do 191 mm, a długość ciała do 120 mm.
Przez wiele lat gatunek ten uznawany był za jedynego przedstawiciela rodzaju Megaloprepus. W 2022 roku Feindt i Hadrys podniosły do rangi gatunku taksony Megaloprepus brevistigma i Megaloprepus latipennis, klasyfikowane dotąd jako podgatunki Megaloprepus caerulatus, opisały też nowy gatunek – Megaloprepus diaboli.